# Yuxarı Seyfəli
Yuxarı Seyfəli è un comune dell'Azerbaigian situato nel distretto di Şəmkir. 